# لوروا جاكسون
لوروا جاكسون (بالإنجليزية: Leroy Jackson)‏ هو لاعب كرة قدم أمريكية أمريكي، ولد في 8 ديسمبر 1939 في شيكاغو هايتس في الولايات المتحدة.

## وصلات خارجية
- لوروا جاكسون على موقع مرجع كرة القدم المحترفة.كوم (الإنجليزية)